# Кумозек (Шуський район)
Кумозе́к (каз. Құмөзек) — станційне селище у складі Шуського району Жамбильської області Казахстану. Входить до складу Тасоткельського сільського округу.
Населення — 66 осіб (2021; 220 у 2009, 58 у 1999, 184 у 1989).